# Pokloša
Pokloša (mađ. Patapoklosi) je selo u južnoj Mađarskoj.
Zauzima površinu od 12,65 km četvornih.

## Zemljopisni položaj
Nalazi se na 46° 4' sjeverne zemljopisne širine i 17° 45' istočne zemljopisne dužine. 
Opat je pola km sjeverno, Čerta je 2,5 km sjeveroistočno, Bašalija je 1 km istočno, kotarsko sjedište Siget je 2,5 km jugoistočno, Molvan je 3,5 km južno, Seđuđ je 2 km jugozapadno, Mrnja je 2,1 km zapadno, Somogyhatvan je 2,5 km sjeverozapadno. 2,5 km zapadno i sjeverno su ribnjaci.

## Upravna organizacija
Upravno pripada Sigetskoj mikroregiji u Baranjskoj županiji. Poštanski broj je 7922.

## Povijest
Nastalo je kada se spojilo dva naselja, Pata i Pokloša, po čijem hrv. imenu se zove današnje jedinstveno selo.

Pata se u 1283. spominje kao Pathaa u povijesnim dokumentima.
1836. je ovaj kraj opustošila kolera.

## Stanovništvo
Pokloša ima 389 stanovnika (2001.). Većina su Mađari, a ima oko 9% Roma, koji u selu imaju manjinsku samoupravu. Manje od polovice stanovnika su rimokatolici, oko petine su kalvinisti.

## Gradovi prijatelji
- Gorneşti
- Gyöngyöspata

## Vanjske poveznice
- (mađ.) Patapoklosi a Vendégvárón  Arhivirana inačica izvorne stranice od 30. studenoga 2004. (Wayback Machine)
- Pokloša na fallingrain.com